# Krankenhaus Wittmund
Das Krankenhaus Wittmund ist ein Akutkrankenhaus in öffentlicher Trägerschaft des Landkreises Wittmund in Wittmund in Ostfriesland. Es verfügt über 152 Betten und ist mit 389 Beschäftigten einer der größten Arbeitgeber der Stadt.

## Geschichte

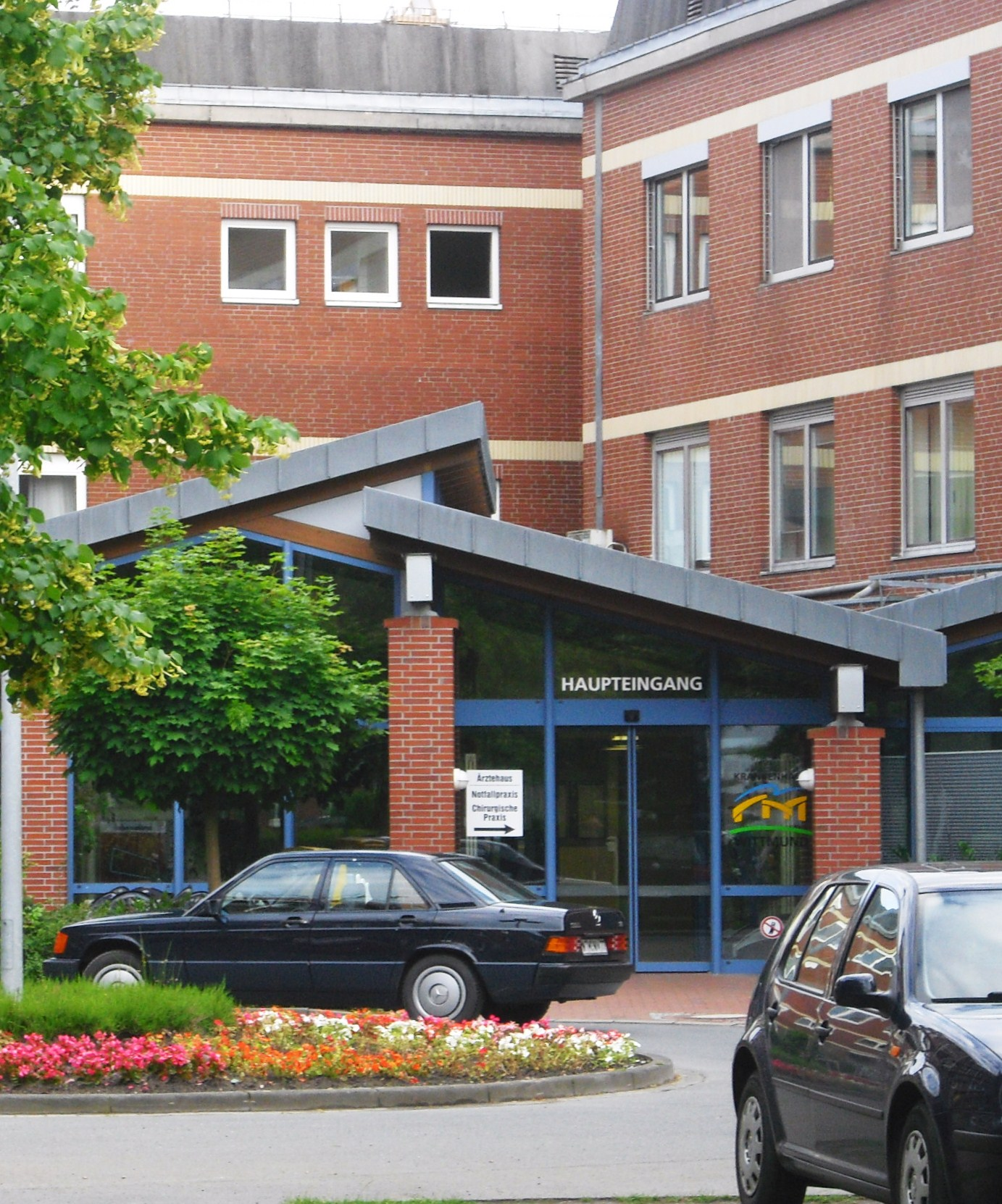
Haupteingang

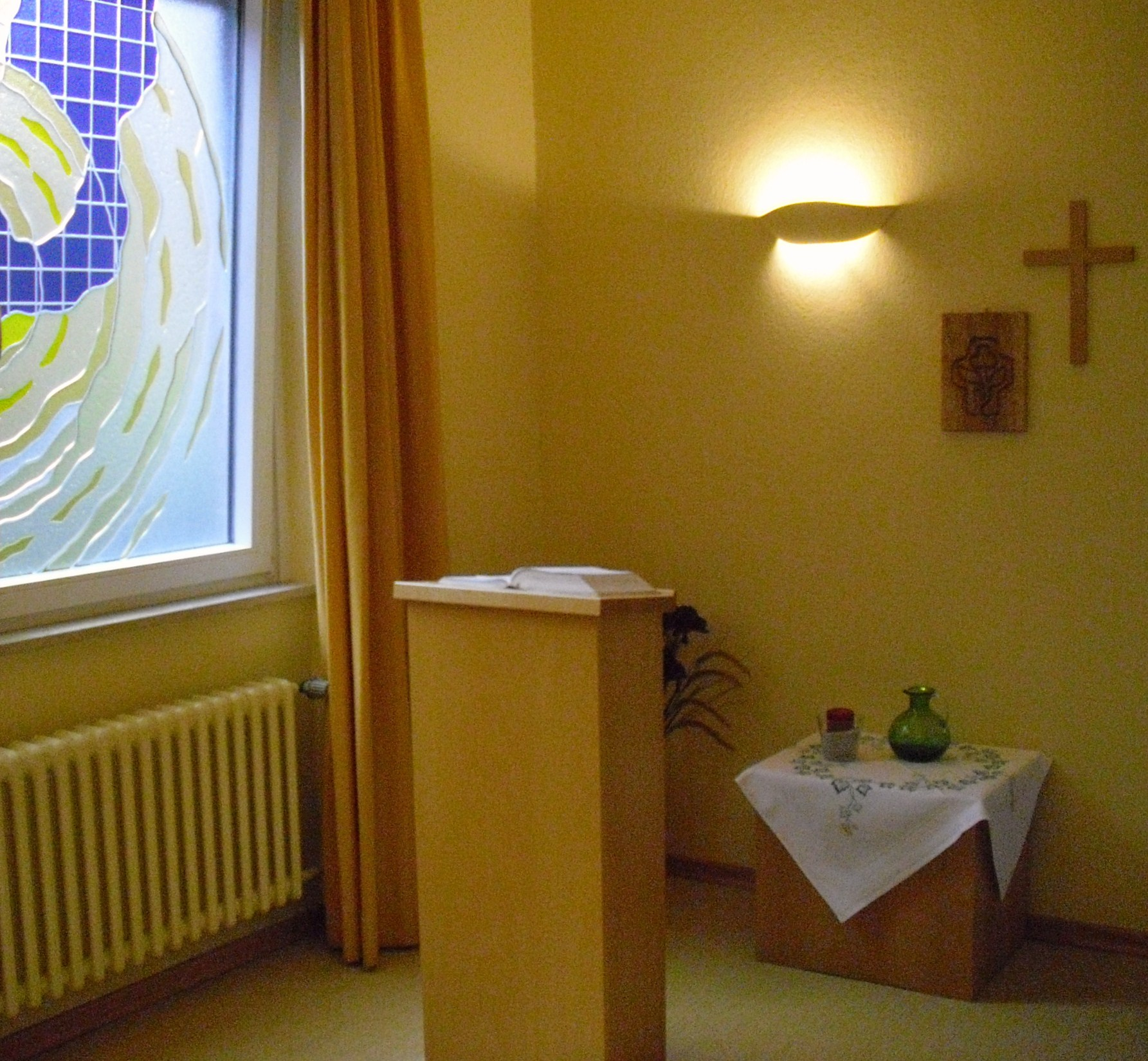
Krankenhauskapelle: Raum der Stille

Um 1900 wohnten im Kreisgebiet 55.430 Menschen, von denen 2116 im damaligen Flecken Wittmund in 356 Häusern wohnten. Krankenhausbesuche waren nur über schlechte Straßen nach Jever oder Wilhelmshaven möglich.
1887 befasste sich der Kreisausschuss des Landkreises Wittmund mit dem Gedanken, ein Kreiskrankenhaus in Esens zu errichten. Mangels Geld, das zudem für den Straßenbau benötigt wurde, sah man davon ab. 1898 wurden Bau- und Kostenpläne eingeholt und erste Wirtschaftlichkeitsberechnungen angestellt.
Im November 1902 beschloss  der Kreisausschuss den Bau je eines Krankenhauses in Esens und Wittmund. Entscheidend zum Bau beider Krankenhäuser war die Schenkung des Pastors a. D. Peter Friedrich Ludwig Hoffmann. Der Sohn eines Norder Apothekers, der seit 1865 Pastor in Buttforde war, widmete sich im Ruhestand der Kunst und malte auch selbst. Er schenkte 50.000 Goldmark zum Bau beider Krankenhäuser. Die Schenkung wurde am 31. März 1903 beurkundet. Am 29. Oktober 1904 verstarb Hoffmann. Er bestimmte in seiner Schenkungsurkunde die bauausführende Firma und außerdem, dass das Krankenhaus in Esens nach ihm als Peter-Friedrich-Ludwig-Stift benannt werden sollte. Mit dem Schenkungsbetrag konnte man damals zwei stattliche Bauernhöfe erwerben.
Die Krankenhäuser wurden 1903 und 1904 errichtet. Als Baugrundstück in Wittmund wurde der ehemalige Schlossplatz ausgesucht, der bis dahin als Schützenplatz diente. Die Krankenhäuser waren fast identisch; das Wittmunder Haus hatte 23, das Esenser 21 Betten. Das Wittmunder Krankenhaus gliederte sich wie folgt auf: Im Erdgeschoss lag die Frauenstation mit sieben Betten. Dazu kamen ein Bad, ein Wäscheraum, ein Wohn- und Schlafzimmer der Schwester sowie ein Zimmer für den Arzt. Im letzteren Zimmer sollten auch kleinere Operationen durchgeführt werden. Im ersten Obergeschoss lag die Männerstation mit 11 Betten, zwei Bädern, einem Schwesternschlafzimmer und einer größeren „Krätzezelle“, in die dann auch ganze Familien untergebracht werden konnten. Im Dachgeschoss befand sich ein großer Trockenboden, ein Abstellraum, ein Bad sowie vier kleine Krankenzimmer mit nochmals 5 Betten.
Die Bau- und Ausstattungskosten der beiden Krankenhäuser beliefen sich auf 183.378 Mark und 84 Pfennig. Bezahlt wurde das durch die Spende von Pastor Hoffmann sowie durch Verkauf von Aktien, von Gras, durch ein Darlehen der Ostfriesischen Sparkasse Aurich und durch die Staatskasse. Das Krankenhaus Wittmund wurde am 15. Januar 1905 eröffnet. Erster leitender Arzt wurde Tjarks, der 1908 starb. Sein Nachfolger Eduard Zunker blieb bis 1951. Unter seiner Leitung wurde 1914 das erste Röntgengerät angeschafft. Die im Krankenhaus registrierten Patienten zeigten, dass das Krankenhaus immer mehr ausgelastet war. Waren es in den ersten 3 Jahren zwischen 90 und 100 Patienten pro Jahr, stieg diese Zahl ab 1908 sprunghaft um 150 pro Jahr an. 1947 waren es 872 (55 Geburten, 30 Sterbefälle). Mit ein Grund für den Anstieg der Patientenzahlen nach den Kriegsjahren war die häufige Diagnose von Geschlechtskrankheiten und die große Zahl von Geburten (einschließlich Fehlgeburten). 1944 wurden 44 Entbindungen polnischer und russischer Landarbeiterinnen registriert.
Unter dem Leiter Wolfgang Schwerk (1951 bis 1969) wurde das Krankenhaus 1953 um 40 Betten erweitert;  es wurden mehr Fachabteilungen eingerichtet und Ärzte eingestellt. 1958 war das nicht mehr ausreichend; eine Erweiterung wurde jedoch nicht mehr vorgenommen. Heute wird das Gebäude als Verwaltungsgebäude des Landkreises Wittmund genutzt.
Mit einer Kostenbeteiligung des Landes Niedersachsen von 40 % wurde 1965 mit dem Bau des neuen Krankenhauses im Süd-Osten von Wittmund begonnen. Das T-förmige Gebäude (100 Meter lang, 18 Meter breit und 10 Meter hoch) war 1968 fertiggestellt. Der ursprüngliche Kostenplan (5,425 Millionen DM) wurde dabei allerdings weit überschritten. Das fertige Krankenhaus kostete 11.293.463 DM, bedingt durch hohen Grundwasserspiegel mit aggressivem Moorwasser, mit der Folge, dass der gesamte Bettentrakt unterkellert werden musste. Unter der Leitung von Roland Marchand (1969 bis 1988), dem Urururenkel des ostfriesischen Professors Johann Christian Reil, wurde das Krankenhaus 1983 für 9,5 Millionen DM erweitert.
Dabei sank die Auslastung des Krankenhauses 1979 auf 77,03 %. Umstrukturierungsmaßnahmen führten dazu, dass 1983 eine durchschnittliche Auslastung von 87 % erreicht wurde.

## Struktur
Das Krankenhaus Wittmund verfügt seit 2014 über 152 Betten (Aufstockung von 142 auf 152 Betten) in zwei Fachabteilungen sowie drei Belegabteilungen. Im Jahr 2010 wurden 7.578 (2013: 8.472) Patienten stationär und über 10.000 (2013: 12.800) ambulant behandelt. In der gynäkologisch-geburtshilflichen Abteilung wurden jährlich rund 450 Babys entbunden bis zur Schließung der geburtshilflichen Abteilung zum Jahresende 2018. Alleiniger Gesellschafter der Krankenhaus Wittmund gGmbH ist der Landkreis Wittmund. Der Förderverein für das Krankenhaus Wittmund e. V. unterstützt das Krankenhaus Wittmund ideell, materiell und finanziell.

### Fachgebiete
- Unfall- und Orthopädische Chirurgie
- Allgemein- und Visceralchirurgie
- Innere Medizin
- Anästhesiologie, Intensivtherapie, Rettungsmedizin

### Besonderheit Plattdeutsch
Das Krankenhaus Wittmund ist ein aktiver Unterstützer der plattdeutschen Sprache und verweist bereits auf der Startseite ihres Internetangebots auf die im Hause gepflegte Zweisprachigkeit. Plattdeutsch ist im Rahmen der Sprachencharta des Europarats in Deutschland offiziell anerkannt und geschützt. In Deutschland sind die diesbezüglichen Regelungen 1999 in Kraft getreten. Seit 2008 haben die meisten Kommunen Ostfrieslands einen Plattdeutschbeauftragten. Im Rahmen der Aktion „Plattdüütsch för d’ Arbeid in de Landkreis Wittmund“ wurde die Bedeutung der plattdeutschen Sprache in der Arbeitswelt ermittelt. Im Krankenhaus Wittmund erfolgte daraufhin eine Umfrage zu den Plattdeutschkenntnisse der Mitarbeiter. Das Ergebnis der Umfrage belegte, dass 71 % der Mitarbeiter Plattdeutsch sprechen können und 90 % es verstehen können. In weiteren Veröffentlichungen wurde die Wichtigkeit der gepflegten Zweisprachigkeit unterstrichen. Die Patienten und ihre Angehörigen wissen es zu schätzen, wenn sie sich mit dem Pflegepersonal auf Plattdeutsch unterhalten können.